# Пакзад, Биджан

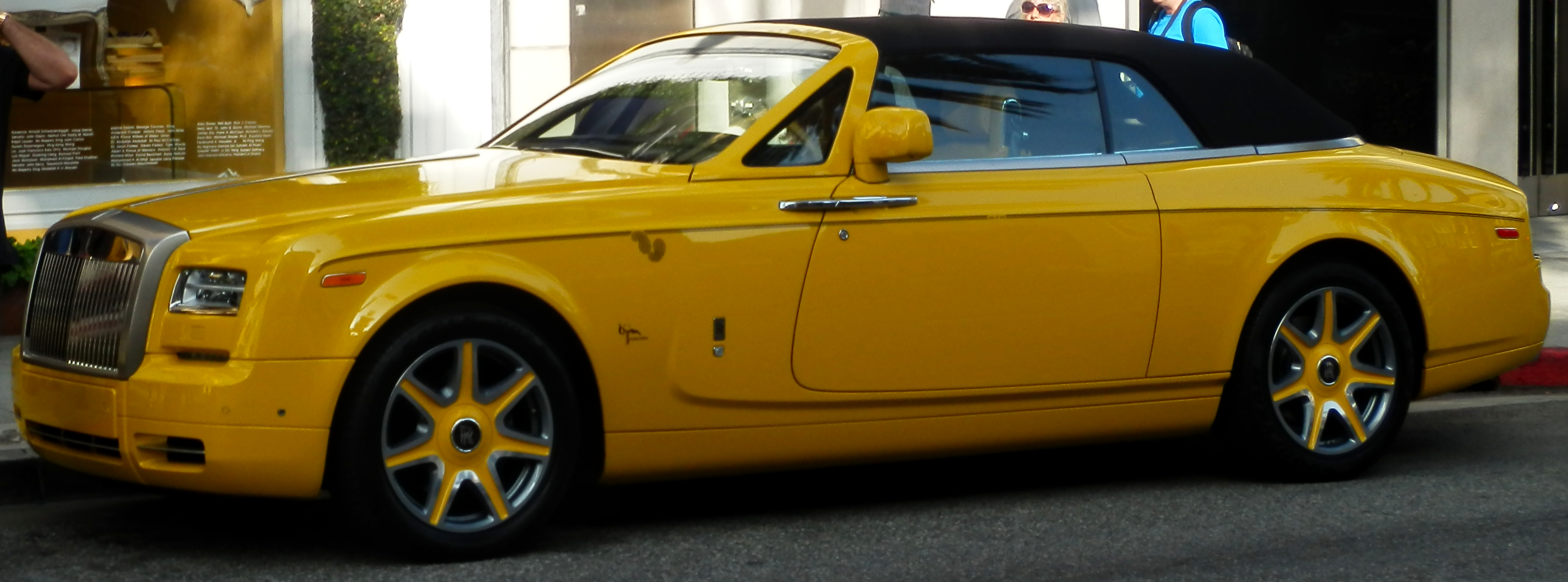
Rolls-Royce Phantom Drophead Coupe Bijan

Биджан Пакзад (1940—2011) — американский (иранского происхождения) дизайнер мужской одежды и парфюмерии.
Создавал одежду для самых богатых и известных мужчин планеты: Барака Обамы, Джорджа Буша, Рональда Рейгана, Арнольда Шварценеггера, Тома Круза, Энтони Хопкинса. У Биджана приобретали костюмы президент России Владимир Путин, султан Брунея, британский принц Чарльз и основатель Microsoft Билл Гейтс.

## Биография
Родился 4 апреля 1940 года (по другим данным 1944 года) в Тегеране в богатой семье.
В юные годы учился в Италии и Швейцарии, после чего объездил множество других европейских стран в поисках себя. В 1973 году переехал в Лос-Анджелес. Его первый эксклюзивный бутик был создан на Родео-Драйв в Беверли-Хиллз в 1976 году и позиционировался как один из «наиболее дорогих в мире».
Резиденция Биджана находилась в Беверли-Хиллз (Калифорния), но он был также известен в Нью-Йорке и на Малибу, а также Милане и во Флоренции (Италия).
Вплоть до своей смерти, Биджан был одним из немногих как иранцев, которые привлекали к себе внимание СМИ, так и граждан США, которым по-прежнему был разрешен въезд в Иран.
Биджан был также известен своими автомобилями. Наиболее заметными в его коллекции был жёлтый Bentley Azure с чёрным интерьером, а также чёрный Bentley Azure с жёлтым интерьером. Также у него был чёрный Mercedes-Benz SLR McLaren с заказной окраской, жёлтый Ferrari 430 Spider, жёлтый Rolls-Royce Phantom Drophead Coupe и Bugatti Veyron.
Умер от инсульта 16 апреля 2011 года в Беверли-Хиллз.
Биджан дважды был женат и воспитал троих детей: дочери Даниэла и Александра, сын Николас.